# Euphorbia adenochlora
Euphorbia adenochlora es una especie fanerógama perteneciente a la familia Euphorbiaceae. Es originaria del Japón.

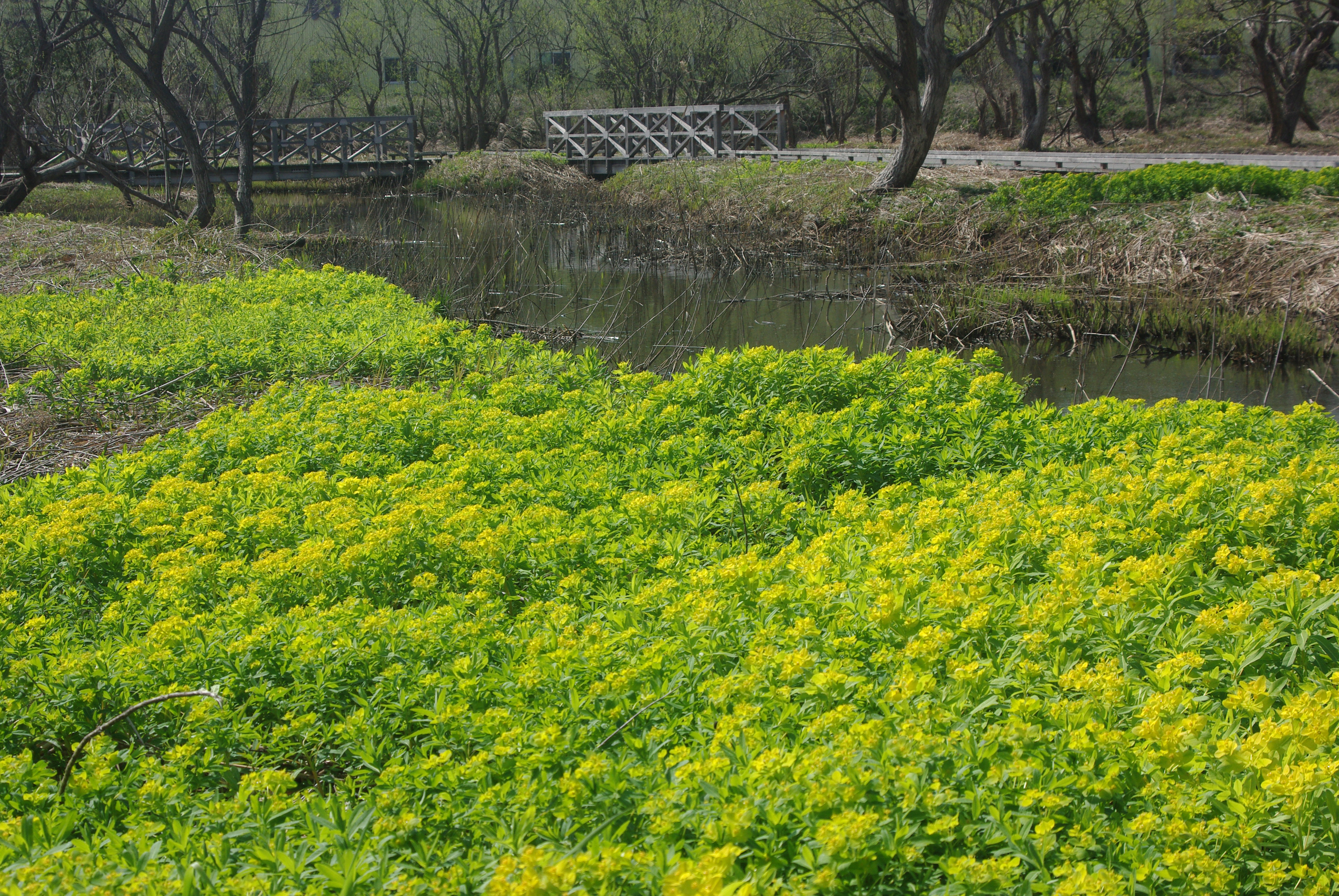
En su hábitat

## Taxonomía
Euphorbia adenochlora fue descrita por C.Morren & Decne. y publicado en Bulletin de l'Academie Royale des Sciences et Belles-lettres de Bruxelles 3: 174. 1836.
Etimología
Euphorbia: nombre genérico que deriva del médico griego del rey Juba II de Mauritania (52 a 50 a. C. - 23), Euphorbus, en su honor – o en alusión a su gran vientre –  ya que usaba médicamente Euphorbia resinifera. En 1753 Carlos Linneo asignó el nombre a todo el género.
adenochlora: epíteto latino que significa "glándulas verdes".
Sinonimia
- Euphorbia rochebrunei Franch. & Sav.
- Galarhoeus adenochlorus (C.Morren & Decne.) H.Hara
- Tithymalus adenochlorus (C.Morren & Decne.) H.Hara	[4][5]